# E-Prix di Londra 2021
L'E-Prix di Londra 2021 è stato il settimo appuntamento del Campionato mondiale di Formula E 2020-2021, suddiviso in due gare, che si è tenuto sul Royal Docks and ExCeL London il 24 e 25 luglio 2021.
La prima gara è stata vinta da Jake Dennis seguito da Nyck de Vries e da Alex Lynn, che ha anche effettuato la Pole Position, mentre il giro veloce è stato effettuato da René Rast.
La seconda gara è stata vinta da Alex Lynn, seguito da Nyck de Vries e Mitch Evans, la Pole Position è stata effettuata da Stoffel Vandoorne, mentre il giro veloce è stato effettuato da Robin Frijns.

## Gara 1

### Prove libere
| Pos.           | No.            | Pilota             | Squadra                   | Tempo          |
| Prove libere 1 | Prove libere 1 | Prove libere 1     | Prove libere 1            | Prove libere 1 |
| -------------- | -------------- | ------------------ | ------------------------- | -------------- |
| 1              | 25             | Jean-Éric Vergne   | DS Techeetah              | 1:21.650       |
| 2              | 4              | Robin Frijns       | Envision Virgin Racing    | 1:21.654       |
| 3              | 10             | Sam Bird           | Jaguar Racing             | 1:21.688       |
| Prove libere 2 |                |                    |                           |                |
| 1              | 28             | Maximilian Günther | BMW i Andretti Motorsport | 1:26.838       |
| 2              | 27             | Jake Dennis        | BMW i Andretti Motorsport | 1:27.213       |
| 3              | 36             | André Lotterer     | TAG Heuer Porsche         | 1:27.467       |

### Qualifiche
| Gruppi qualifiche | Gruppi qualifiche | Gruppi qualifiche | Gruppi qualifiche | Gruppi qualifiche | Gruppi qualifiche | Gruppi qualifiche |
| ----------------- | ----------------- | ----------------- | ----------------- | ----------------- | ----------------- | ----------------- |
| Gruppo 1          | BIR (1)           | DAC (2)           | FRI (3)           | MOR (4)           | CAS (5)           | JEV (6)           |
| Gruppo 2          | RAS (7)           | EVA (8)           | WEH (9)           | DEV (10)          | ROW (11)          | DIG (12)          |
| Gruppo 3          | VAN (13)          | GUE (14)          | DEN (15)          | SIM (16)          | LYN (17)          | LOT (18)          |
| Gruppo 4          | BUE (19)          | NAT (20)          | TUR (21)          | SET (22)          | BLO (23)          | ERI (24)          |

| Pos.   | No. | Pilota                 | Squadra                   | Qualifica        | SuperPole | Griglia |
| ------ | --- | ---------------------- | ------------------------- | ---------------- | --------- | ------- |
| 1      | 94  | Alex Lynn              | Mahindra Racing           | 1:23.921         | 1:23.245  | 1       |
| 2      | 27  | Jake Dennis            | BMW i Andretti Motorsport | 1:24.032         | 1:23.544  | 2       |
| 3      | 23  | Sébastien Buemi        | Nissan e.dams             | 1:24.124         | 1:23.627  | 3       |
| 4      | 7   | Sérgio Sette Câmara    | Dragon / Penske Autosport | 1:24.199         | 1:23.758  | 4       |
| 5      | 36  | André Lotterer         | TAG Heuer Porsche         | 1:23.900         | 1:23.863  | 5       |
| 6      | 71  | Norman Nato            | ROKiT Venturi Racing      | 1:24.329         | 1:23.912  | 6       |
| 7      | 11  | Lucas Di Grassi        | Audi Sport ABT Schaeffler | 1:24.564         |           | 7       |
| 8      | 29  | Alexander Sims         | Mahindra Racing           | 1:24.584         | 8         |         |
| 9      | 17  | Nyck de Vries          | Mercedes EQ               | 1:24.644         | 9         |         |
| 10     | 6   | Joel Eriksson          | Dragon / Penske Autosport | 1:24.695         | 10        |         |
| 11     | 20  | Mitch Evans            | Jaguar Racing             | 1:24.820         | 11        |         |
| 12     | 99  | Pascal Wehrlein        | TAG Heuer Porsche         | 1:24.847         | 12        |         |
| 13     | 33  | René Rast              | Audi Sport ABT Schaeffler | 1:24.913         | 13        |         |
| 14     | 5   | Stoffel Vandoorne      | Mercedes EQ               | 1:25.101         | 14        |         |
| 15     | 88  | Tom Blomqvist          | NIO 333                   | 1:25.104         | 15        |         |
| 16     | 48  | Edoardo Mortara        | ROKiT Venturi Racing      | 1:25.198         | 16        |         |
| 17     | 13  | António Félix da Costa | DS Techeetah              | 1:25.279         | 17        |         |
| 18     | 10  | Sam Bird               | Jaguar Racing             | 1:25.366         | 18        |         |
| 19     | 8   | Oliver Turvey          | NIO 333                   | 1:25.398         | 19        |         |
| 20     | 37  | Nick Cassidy           | Envision Virgin Racing    | 1:25.911         | 20        |         |
| 21     | 22  | Oliver Rowland         | Nissan e.dams             | 1:25.932         | 21        |         |
| 22     | 4   | Robin Frijns           | Envision Virgin Racing    | 1:26.009         | 22        |         |
| 23     | 25  | Jean-Éric Vergne       | DS Techeetah              | 1:26.168         | 23        |         |
| NC     | 28  | Maximilian Günther     | BMW i Andretti Motorsport | Tempo cancellato | 24        |         |
| Fonte: |     |                        |                           |                  |           |         |

### Gara
| Pos.   | No. | Pilota                 | Squadra                   | Giri | Tempo/Ritiro  | Griglia | Punti |
| ------ | --- | ---------------------- | ------------------------- | ---- | ------------- | ------- | ----- |
| 1      | 27  | Jake Dennis            | BMW i Andretti Motorsport | 33   | 46:50.048     | 2       | 25    |
| 2      | 17  | Nyck de Vries          | Mercedes EQ               | 33   | +5.341        | 9       | 18    |
| 3      | 94  | Alex Lynn              | Mahindra Racing           | 33   | +6.946        | 1       | 15+3  |
| 4      | 36  | André Lotterer         | TAG Heuer Porsche         | 33   | +10.699       | 5       | 12+1  |
| 5      | 33  | René Rast              | Audi Sport ABT Schaeffler | 33   | +11.427       | 13      | 10+1  |
| 6      | 11  | Lucas Di Grassi        | Audi Sport ABT Schaeffler | 33   | +12.233       | 7       | 8     |
| 7      | 5   | Stoffel Vandoorne      | Mercedes EQ               | 33   | +17.381       | 14      | 6     |
| 8      | 13  | António Félix da Costa | DS Techeetah              | 33   | +18.457       | 17      | 4     |
| 9      | 48  | Edoardo Mortara        | ROKiT Venturi Racing      | 33   | +30.724       | 16      | 2     |
| 10     | 99  | Pascal Wehrlein        | TAG Heuer Porsche         | 33   | +38.240       | 12      | 1     |
| 11     | 37  | Nick Cassidy           | Envision Virgin Racing    | 33   | +43.475       | 20      |       |
| 12     | 25  | Jean-Éric Vergne       | DS Techeetah              | 33   | +48.025       | 23      |       |
| 13     | 4   | Robin Frijns           | Envision Virgin Racing    | 33   | +51.037       | 22      |       |
| 14     | 20  | Mitch Evans            | Jaguar Racing             | 33   | +57.579       | 11      |       |
| 15     | 8   | Oliver Turvey          | NIO 333                   | 33   | +58.624       | 19      |       |
| 16     | 6   | Joel Eriksson          | Dragon / Penske Autosport | 33   | +59.945       | 10      |       |
| 17     | 7   | Sérgio Sette Câmara    | Dragon / Penske Autosport | 33   | +1:00.436     | 4       |       |
| 18     | 28  | Maximilian Günther     | BMW i Andretti Motorsport | 33   | +1:05.105     | 24      |       |
| Rit    | 71  | Norman Nato            | ROKiT Venturi Racing      | 33   | Fine batteria | 6       |       |
| Rit    | 88  | Tom Blomqvist          | NIO 333                   | 25   | Ritiro        | 15      |       |
| Rit    | 10  | Sam Bird               | Jaguar Racing             | 1    | Incidente     | 18      |       |
| Rit    | 29  | Alexander Sims         | Mahindra Racing           | 0    | Incidente     | 8       |       |
| SQ     | 23  | Sébastien Buemi        | Nissan e.dams             | 33   | Squalificato  | 3       |       |
| SQ     | 22  | Oliver Rowland         | Nissan e.dams             | 33   | Squalificato  | 21      |       |
| Fonte: |     |                        |                           |      |               |         |       |

### Classifiche
La classifica dopo gara 1:
Classifica piloti
| +/-    | Pos | Pilota                 | Punti |
| ------ | --- | ---------------------- | ----- |
|        | 1   | Sam Bird               | 81    |
|        | 2   | António Félix da Costa | 80    |
|        | 3   | Jake Dennis            | 79    |
|        | 4   | Nyck de Vries          | 77    |
|        | 5   | Robin Frijns           | 76    |
|        | 6   | Edoardo Mortara        | 74    |
|        | 7   | René Rast              | 72    |
|        | 8   | Nick Cassidy           | 70    |
|        | 9   | Jean-Éric Vergne       | 68    |
|        | 10  | Lucas Di Grassi        | 62    |
|        | 11  | Pascal Wehrlein        | 61    |
|        | 12  | Stoffel Vandoorne      | 60    |
|        | 13  | Mitch Evans            | 60    |
|        | 14  | Oliver Rowland         | 59    |
|        | 15  | Maximilian Günther     | 54    |
|        | 16  | Alex Lynn              | 52    |
|        | 17  | André Lotterer         | 45    |
|        | 18  | Alexander Sims         | 44    |
|        | 19  | Nico Müller            | 30    |
|        | 20  | Sébastien Buemi        | 20    |
|        | 21  | Norman Nato            | 17    |
|        | 22  | Oliver Turvey          | 13    |
|        | 23  | Sérgio Sette Câmara    | 12    |
|        | 24  | Tom Blomqvist          | 5     |
|        | 25  | Joel Eriksson          | 0     |
| Fonte: |     |                        |       |

Classifica squadre
| +/-    | Pos | Squadra                          | Punti |
| ------ | --- | -------------------------------- | ----- |
|        | 1   | DS Techeetah                     | 148   |
|        | 2   | Envision Virgin Racing           | 146   |
|        | 3   | Jaguar Racing                    | 141   |
|        | 4   | Mercedes EQ Formula E Team       | 137   |
|        | 5   | Audi Sport ABT Schaeffler        | 134   |
|        | 6   | BMW i Andretti Motorsport        | 133   |
|        | 7   | TAG Heuer Porsche Formula E Team | 106   |
|        | 8   | Mahindra Racing                  | 96    |
|        | 9   | ROKiT Venturi Racing             | 91    |
|        | 10  | Nissan e.dams                    | 79    |
|        | 11  | Dragon / Penske Autosport        | 42    |
|        | 12  | NIO 333 Formula E Team           | 18    |
| Fonte: |     |                                  |       |

## Gara 2

### Prove libere
| Pos.           | No.            | Pilota          | Squadra                   | Tempo          |
| Prove libere 3 | Prove libere 3 | Prove libere 3  | Prove libere 3            | Prove libere 3 |
| -------------- | -------------- | --------------- | ------------------------- | -------------- |
| 1              | 11             | Lucas Di Grassi | Audi Sport ABT Schaeffler | 1:20.001       |
| 2              | 27             | Jake Dennis     | BMW i Andretti Motorsport | 1:20.233       |
| 3              | 22             | Oliver Rowland  | Nissan e.dams             | 1:20.340       |

### Qualifiche
| Gruppi qualifiche | Gruppi qualifiche | Gruppi qualifiche | Gruppi qualifiche | Gruppi qualifiche | Gruppi qualifiche | Gruppi qualifiche |
| ----------------- | ----------------- | ----------------- | ----------------- | ----------------- | ----------------- | ----------------- |
| Gruppo 1          | BIR (1)           | DAC (2)           | DEN (3)           | DEV (4)           | FRI (5)           | MOR (6)           |
| Gruppo 2          | RAS (7)           | CAS (8)           | JEV (9)           | DIG (10)          | WEH (11)          | VAN (12)          |
| Gruppo 3          | EVA (13)          | ROW (14)          | GUE (15)          | LYN (16)          | LOT (17)          | SIM (18)          |
| Gruppo 4          | BUE (19)          | NAT (20)          | TUR (21)          | SET (22)          | BLO (23)          | ERI (24)          |

| Pos.   | No. | Pilota                 | Squadra                   | Qualifica | SuperPole | Griglia |
| ------ | --- | ---------------------- | ------------------------- | --------- | --------- | ------- |
| 1      | 5   | Stoffel Vandoorne      | Mercedes EQ               | 1:20.459  | 1:20.181  | 1       |
| 2      | 22  | Oliver Rowland         | Nissan e.dams             | 1:20.483  | 1:20.222  | 2       |
| 3      | 94  | Alex Lynn              | Mahindra Racing           | 1:20.319  | 1:20.248  | 3       |
| 4      | 17  | Nyck de Vries          | Mercedes EQ               | 1:20.511  | 1:20.353  | 4       |
| 5      | 20  | Mitch Evans            | Jaguar Racing             | 1:20.321  | 1:20.376  | 5       |
| 6      | 28  | Maximilian Günther     | BMW i Andretti Motorsport | 1:20.504  | 1:20.398  | 6       |
| 7      | 99  | Pascal Wehrlein        | TAG Heuer Porsche         | 1:20.569  |           | 7       |
| 8      | 4   | Robin Frijns           | Envision Virgin Racing    | 1:20.620  | 8         |         |
| 9      | 7   | Sérgio Sette Câmara    | Dragon / Penske Autosport | 1:20.641  | 9         |         |
| 10     | 11  | Lucas Di Grassi        | Audi Sport ABT Schaeffler | 1:20.750  | 10        |         |
| 11     | 23  | Sébastien Buemi        | Nissan e.dams             | 1:20.812  | 11        |         |
| 12     | 33  | René Rast              | Audi Sport ABT Schaeffler | 1:20.924  | 12        |         |
| 13     | 71  | Norman Nato            | ROKiT Venturi Racing      | 1:20.977  | 13        |         |
| 14     | 88  | Tom Blomqvist          | NIO 333                   | 1:20.988  | 14        |         |
| 15     | 6   | Joel Eriksson          | Dragon / Penske Autosport | 1:21.010  | 15        |         |
| 16     | 36  | André Lotterer         | TAG Heuer Porsche         | 1:21.038  | 16        |         |
| 17     | 27  | Jake Dennis            | BMW i Andretti Motorsport | 1:21.042  | 17        |         |
| 18     | 37  | Nick Cassidy           | Envision Virgin Racing    | 1:21.043  | 18        |         |
| 19     | 29  | Alexander Sims         | Mahindra Racing           | 1:21.064  | 19        |         |
| 20     | 48  | Edoardo Mortara        | ROKiT Venturi Racing      | 1:21.080  | 20        |         |
| 21     | 10  | Sam Bird               | Jaguar Racing             | 1:21.108  | 21        |         |
| 22     | 13  | António Félix da Costa | DS Techeetah              | 1:21.195  | 22        |         |
| 23     | 25  | Jean-Éric Vergne       | DS Techeetah              | 1:21.244  | 23        |         |
| 24     | 8   | Oliver Turvey          | NIO 333                   | 1:21.847  | 24        |         |
| Fonte: |     |                        |                           |           |           |         |

### Gara
| Pos.   | No. | Pilota                 | Squadra                   | Giri | Tempo/Ritiro | Griglia | Punti |
| ------ | --- | ---------------------- | ------------------------- | ---- | ------------ | ------- | ----- |
| 1      | 94  | Alex Lynn              | Mahindra Racing           | 30   | 46:29.532    | 3       | 25+1  |
| 2      | 17  | Nyck de Vries          | Mercedes EQ               | 30   | +0.599       | 4       | 18    |
| 3      | 20  | Mitch Evans            | Jaguar Racing             | 30   | +6.257       | 5       | 15    |
| 4      | 4   | Robin Frijns           | Envision Virgin Racing    | 30   | +6.682       | 8       | 12+1  |
| 5      | 99  | Pascal Wehrlein        | TAG Heuer Porsche         | 30   | +9.212       | 7       | 10    |
| 6      | 28  | Maximilian Günther     | BMW i Andretti Motorsport | 30   | +10.637      | 6       | 8     |
| 7      | 37  | Nick Cassidy           | Envision Virgin Racing    | 30   | +12.685      | 18      | 6     |
| 8      | 7   | Sérgio Sette Câmara    | Dragon / Penske Autosport | 30   | +19.237      | 9       | 4     |
| 9      | 27  | Jake Dennis            | BMW i Andretti Motorsport | 30   | +24.914      | 17      | 2     |
| 10     | 6   | Joel Eriksson          | Dragon / Penske Autosport | 30   | +27.920      | 15      | 1     |
| 11     | 48  | Edoardo Mortara        | ROKiT Venturi Racing      | 30   | +29.083      | 20      |       |
| 12     | 25  | Jean-Éric Vergne       | DS Techeetah              | 30   | +29.915      | 23      |       |
| 13     | 23  | Sébastien Buemi        | Nissan e.dams             | 30   | +30.291      | 11      |       |
| 14     | 8   | Oliver Turvey          | NIO 333                   | 30   | +31.364      | 24      |       |
| 15     | 5   | Stoffel Vandoorne      | Mercedes EQ               | 30   | +33.623      | 1       | 3     |
| 16     | 29  | Alexander Sims         | Mahindra Racing           | 30   | +34.336      | 19      |       |
| 17     | 36  | André Lotterer         | TAG Heuer Porsche         | 30   | +35.204      | 16      |       |
| 18     | 22  | Oliver Rowland         | Nissan e.dams             | 30   | +42.269      | 2       |       |
| 19     | 88  | Tom Blomqvist          | NIO 333                   | 29   | +1 giro      | 14      |       |
| Rit    | 71  | Norman Nato            | ROKiT Venturi Racing      | 27   | Incidente    | 13      |       |
| Rit    | 10  | Sam Bird               | Jaguar Racing             | 27   | Incidente    | 21      |       |
| Rit    | 13  | António Félix da Costa | DS Techeetah              | 10   | Incidente    | 22      |       |
| Rit    | 33  | René Rast              | Audi Sport ABT Schaeffler | 5    | Incidente    | 12      |       |
| SQ     | 11  | Lucas Di Grassi        | Audi Sport ABT Schaeffler | 30   | Squalificato | 10      |       |
| Fonte: |     |                        |                           |      |              |         |       |

### Classifiche
La classifica dopo gara 2:
Classifica piloti
| +/- | Pos | Pilota                 | Punti |
| --- | --- | ---------------------- | ----- |
|     | 1   | Nyck de Vries          | 95    |
|     | 2   | Robin Frijns           | 89    |
|     | 3   | Sam Bird               | 81    |
|     | 4   | Jake Dennis            | 81    |
|     | 5   | António Félix da Costa | 80    |
|     | 6   | Alex Lynn              | 78    |
|     | 7   | Nick Cassidy           | 76    |
|     | 8   | Mitch Evans            | 75    |
|     | 9   | Edoardo Mortara        | 74    |
|     | 10  | René Rast              | 72    |
|     | 11  | Pascal Wehrlein        | 71    |
|     | 12  | Jean-Éric Vergne       | 68    |
|     | 13  | Stoffel Vandoorne      | 63    |
|     | 14  | Lucas Di Grassi        | 62    |
|     | 15  | Maximilian Günther     | 62    |
|     | 16  | Oliver Rowland         | 59    |
|     | 17  | André Lotterer         | 45    |
|     | 18  | Alexander Sims         | 44    |
|     | 19  | Nico Müller            | 30    |
|     | 20  | Sébastien Buemi        | 20    |
|     | 21  | Norman Nato            | 17    |
|     | 22  | Sérgio Sette Câmara    | 16    |
|     | 23  | Oliver Turvey          | 13    |
|     | 24  | Tom Blomqvist          | 5     |
|     | 25  | Joel Eriksson          | 1     |
|     |     |                        |       |

Classifica squadre
| +/-    | Pos | Squadra                          | Punti |
| ------ | --- | -------------------------------- | ----- |
|        | 1   | Envision Virgin Racing           | 165   |
|        | 2   | Mercedes EQ Formula E Team       | 158   |
|        | 3   | Jaguar Racing                    | 156   |
|        | 4   | DS Techeetah                     | 148   |
|        | 5   | BMW i Andretti Motorsport        | 143   |
|        | 6   | Audi Sport ABT Schaeffler        | 134   |
|        | 7   | Mahindra Racing                  | 122   |
|        | 8   | TAG Heuer Porsche Formula E Team | 116   |
|        | 9   | ROKiT Venturi Racing             | 91    |
|        | 10  | Nissan e.dams                    | 79    |
|        | 11  | Dragon / Penske Autosport        | 47    |
|        | 12  | NIO 333 Formula E Team           | 18    |
| Fonte: |     |                                  |       |